# Krippenmuseum Brixen

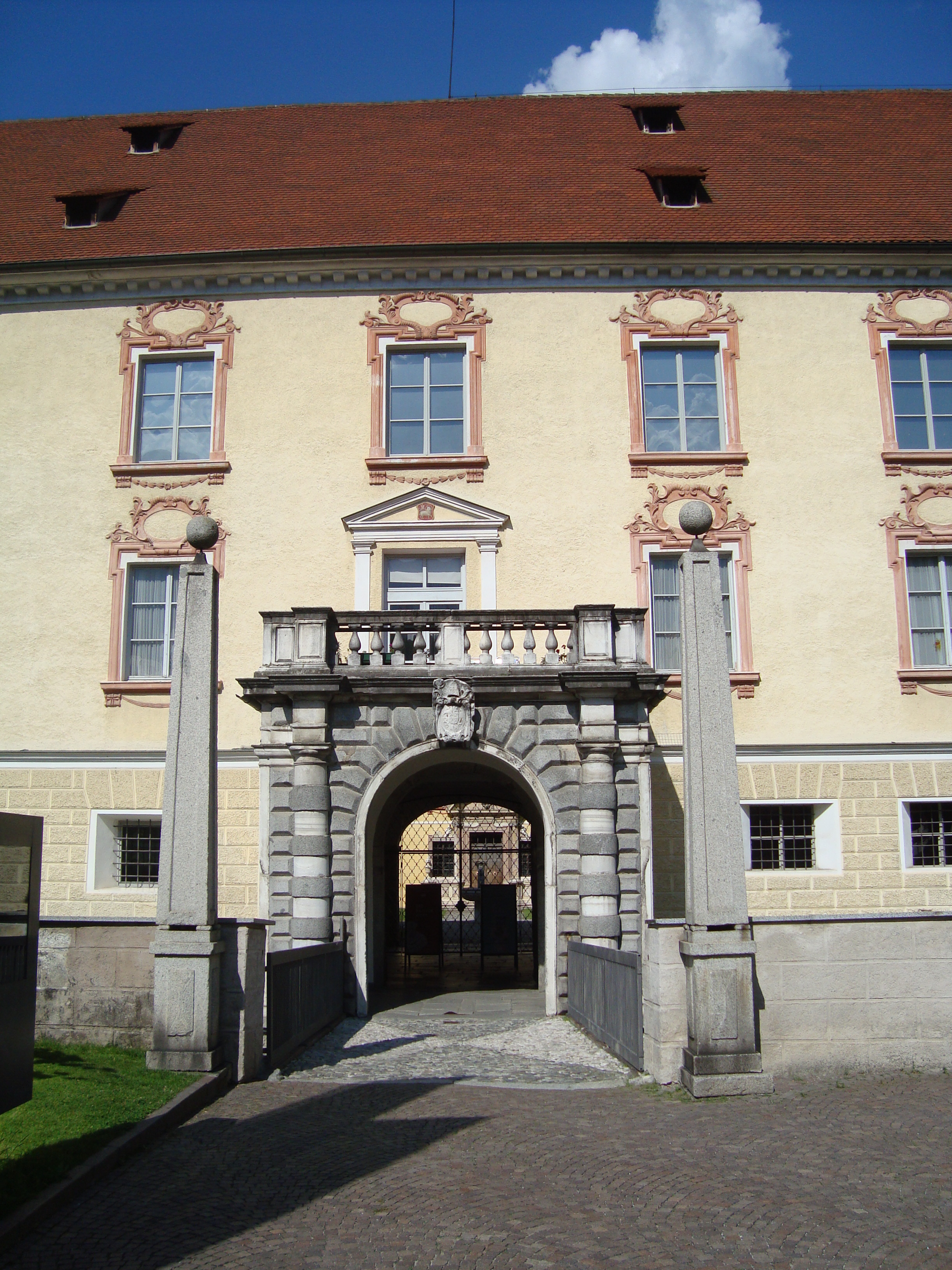
Portal der Hofburg und Eingang zum Krippenmuseum

Das Krippenmuseum Brixen ist Teil des Diözesanmuseums in der Hofburg von Brixen am Hofburgplatz 2. Es beherbergt Krippen aus drei Jahrhunderten, die aus Tirol und Italien stammen. In der Weihnachtszeit kann das Krippenmuseum auch unabhängig vom Diözesanmuseum besichtigt werden. Die Besonderheit des Brixner Krippenmuseums ist, dass hier nicht nur Weihnachtskrippen zu sehen sind, sondern das gesamte Heilsgeschehen veranschaulicht wird.

## Geschichte
In den Jahren um 1910 entstand die Idee, in dem 1901 eröffneten Diözesanmuseum eine eigene Krippensammlung einzurichten. Aber erst 1930 konnten eigene Krippensäle innerhalb des Museums im Domherrenhof eröffnet werden. Im Zentrum der Ausstellung stand damals die 5000 Figuren umfassende Lodron-Krippe. In den Jahren von 1951 bis 1997 leitete Karl Wolfsgruber das Diözesanmuseum, der 1956 die Nißl-Krippe erwarb und die Sammlung erweiterte. 1976 wurde die Krippensammlung in der Brixner Hofburg neu aufgestellt. Die Räumlichkeiten im Erdgeschoss, der ehemalige Küchen- und Speichertrakt, der schöne Kreuzgrat- und Tonnengewölbe aus der Zeit um 1600 besitzt, wurde zu diesem Zweck gründlich renoviert. Otto Elberskirch und Gottfried Valentini fertigten die Kulissen und Kästen für die ausgestellten Krippenfiguren.

## Exponate

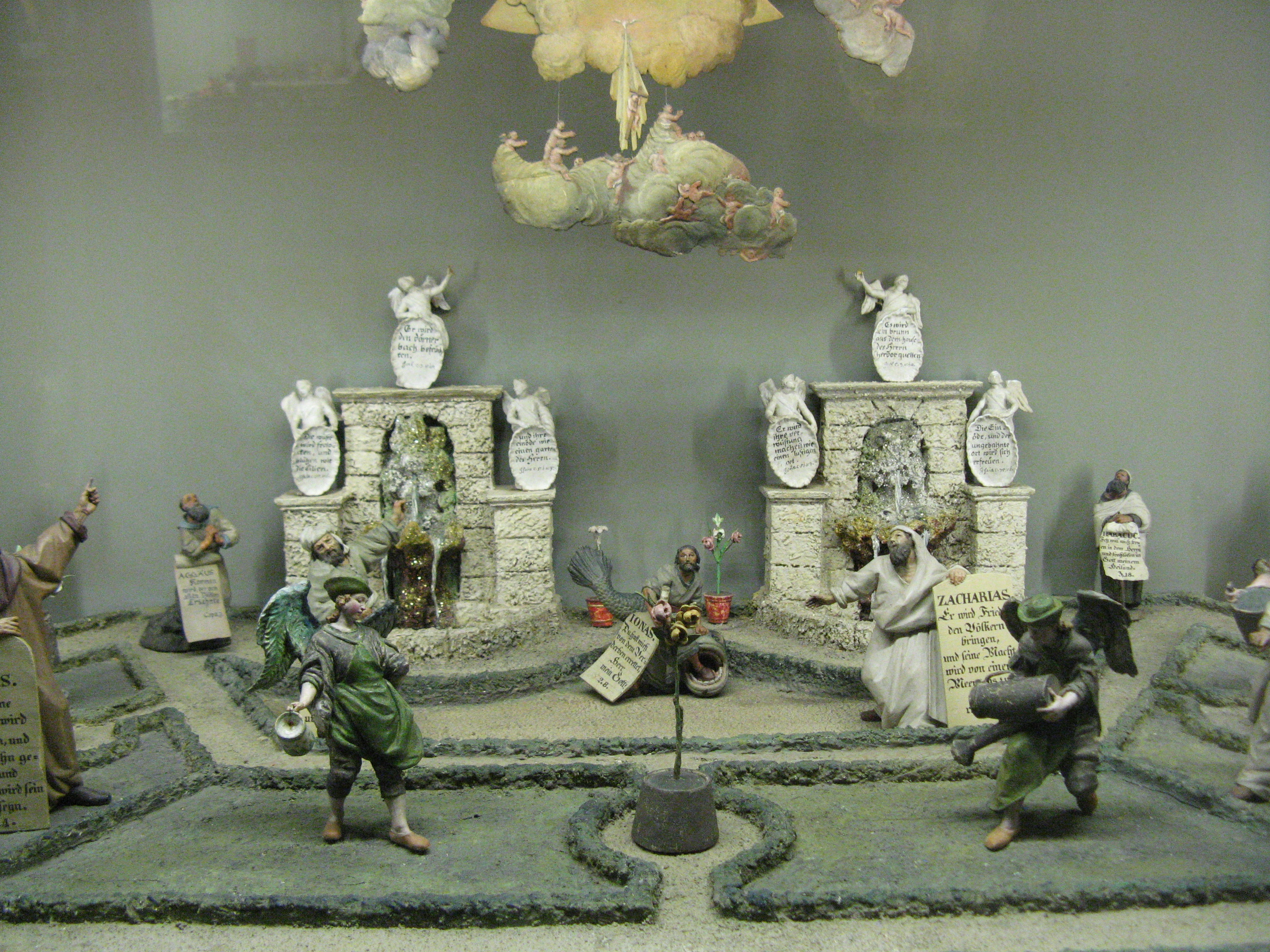
Der Prophetengarten aus der Weihnachtskrippe von Franz Xaver Nißl (1794)

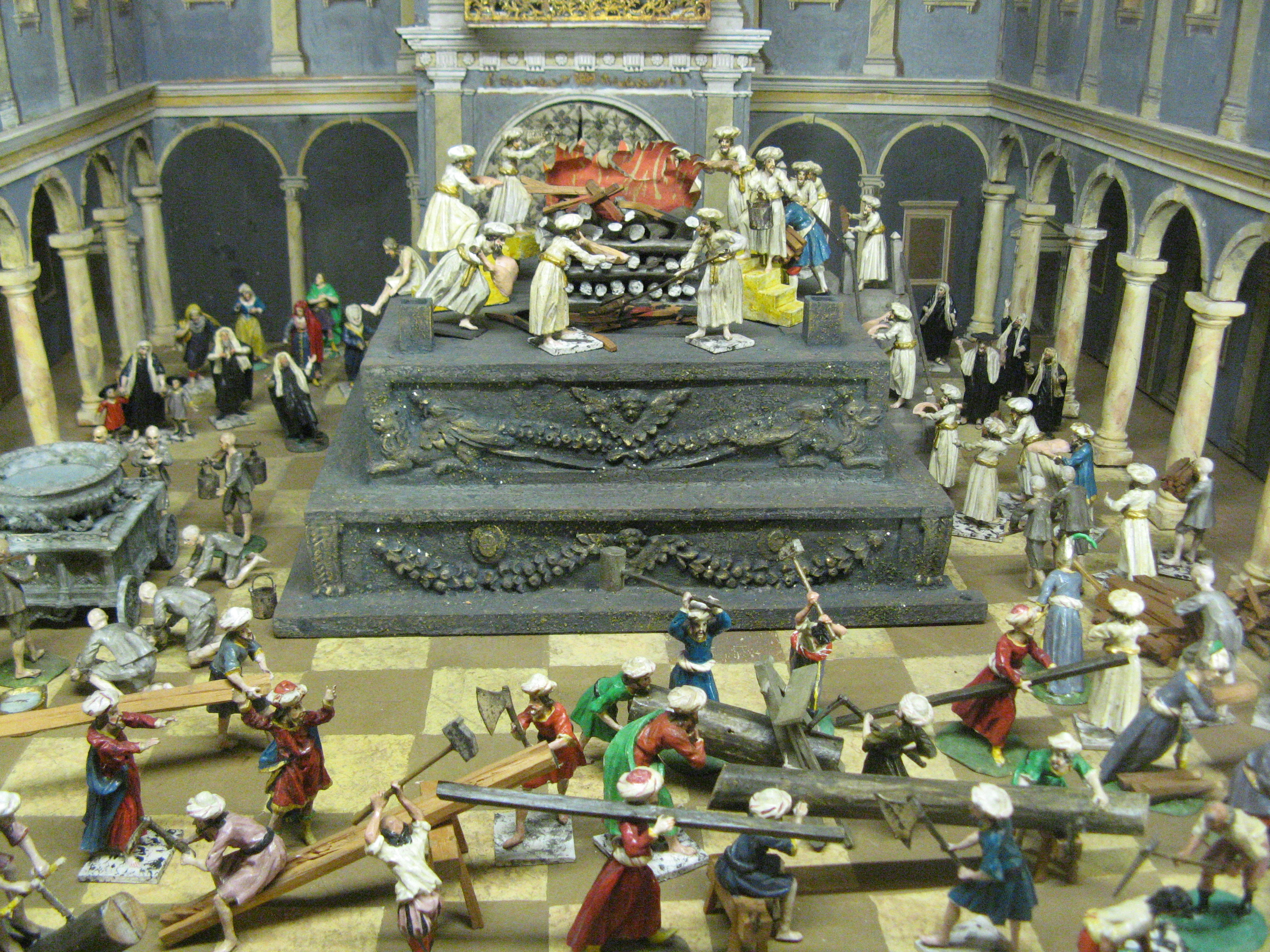
Brandopfer im Vorhof des Tempels aus der Jahreskrippe von Probst

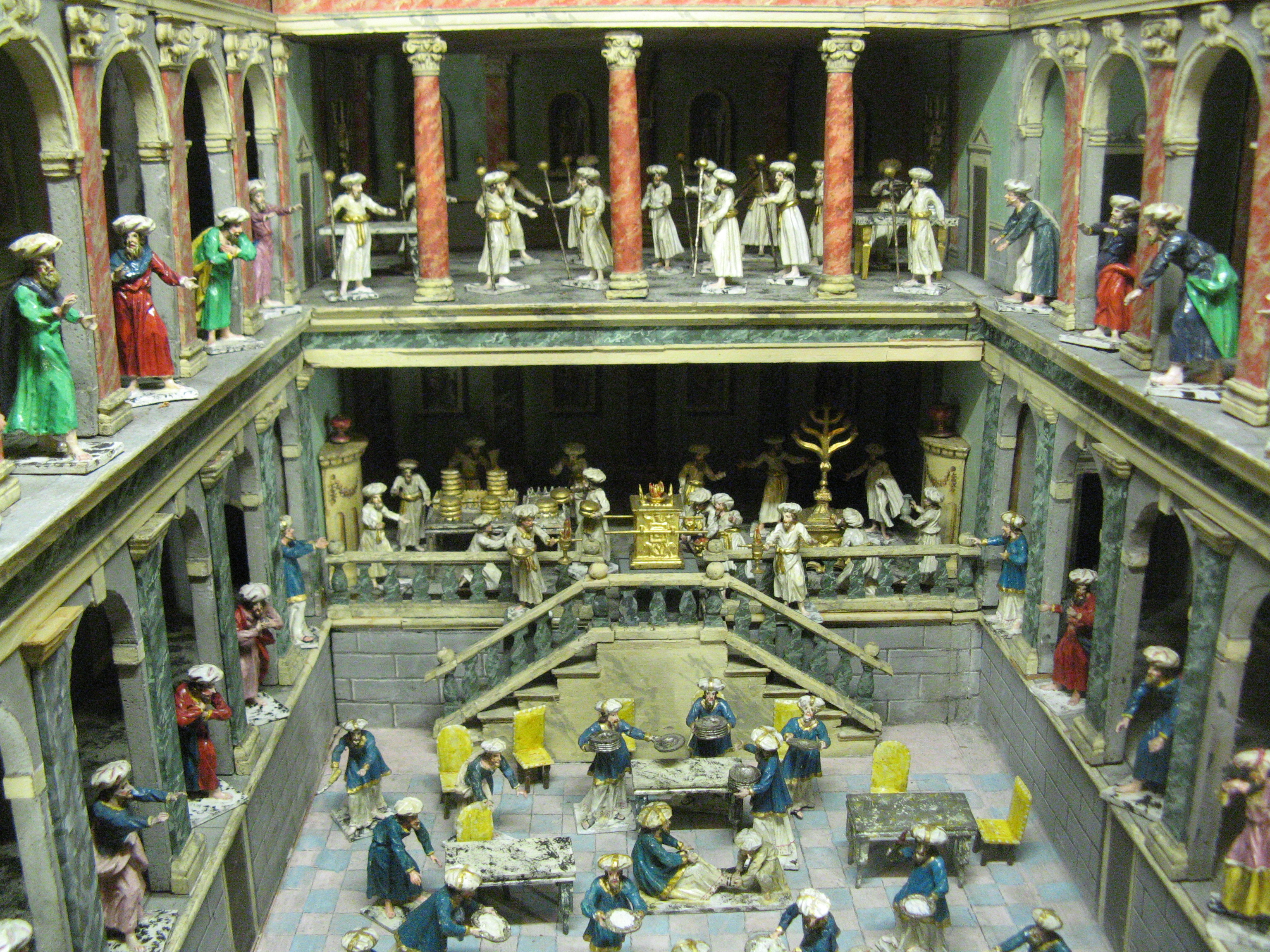
Unblutiges Opfer im Tempelinneren, Jahreskrippe von Probst

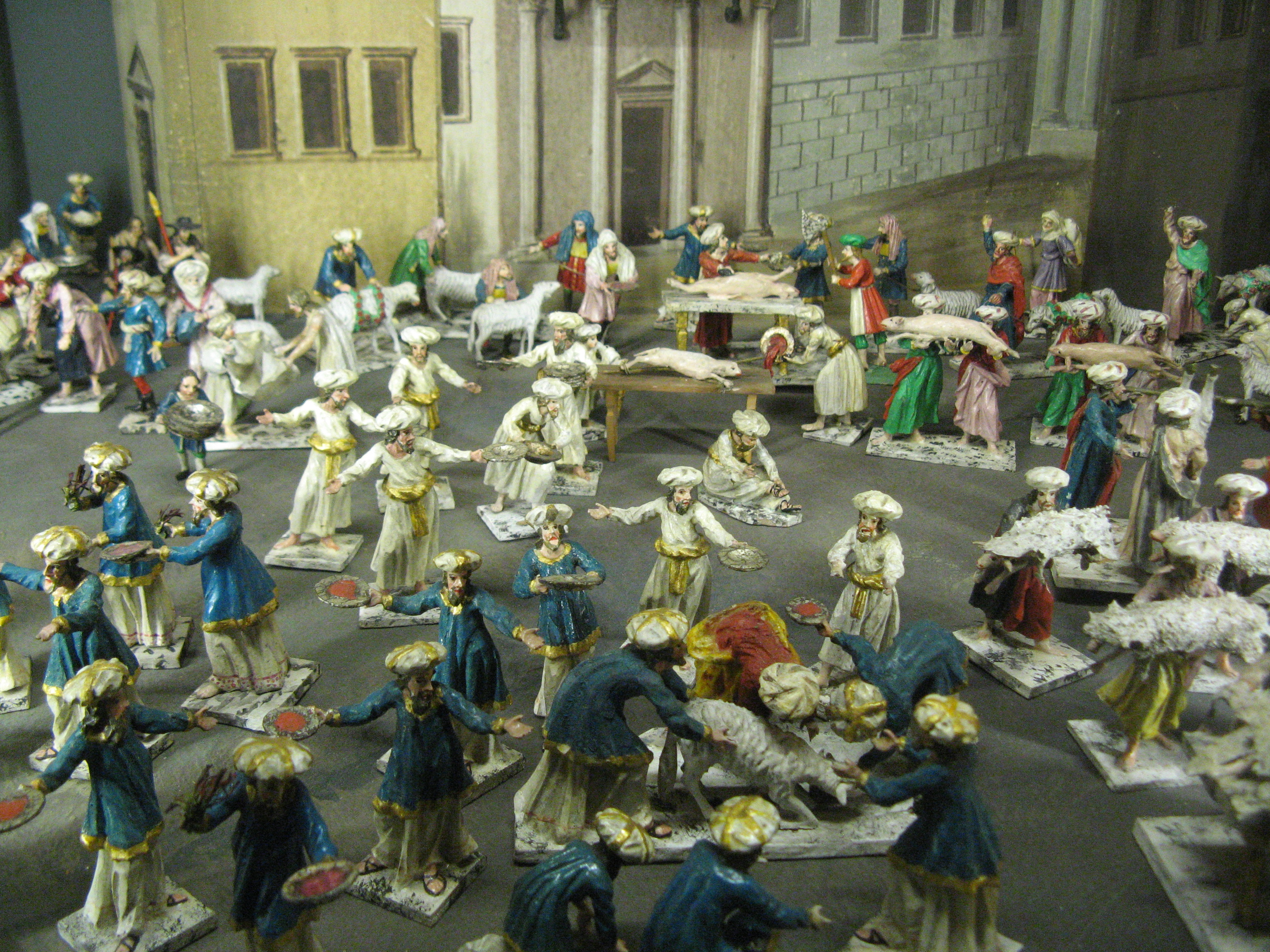
Schlachten der Paschalämmer, Jahreskrippe von Probst

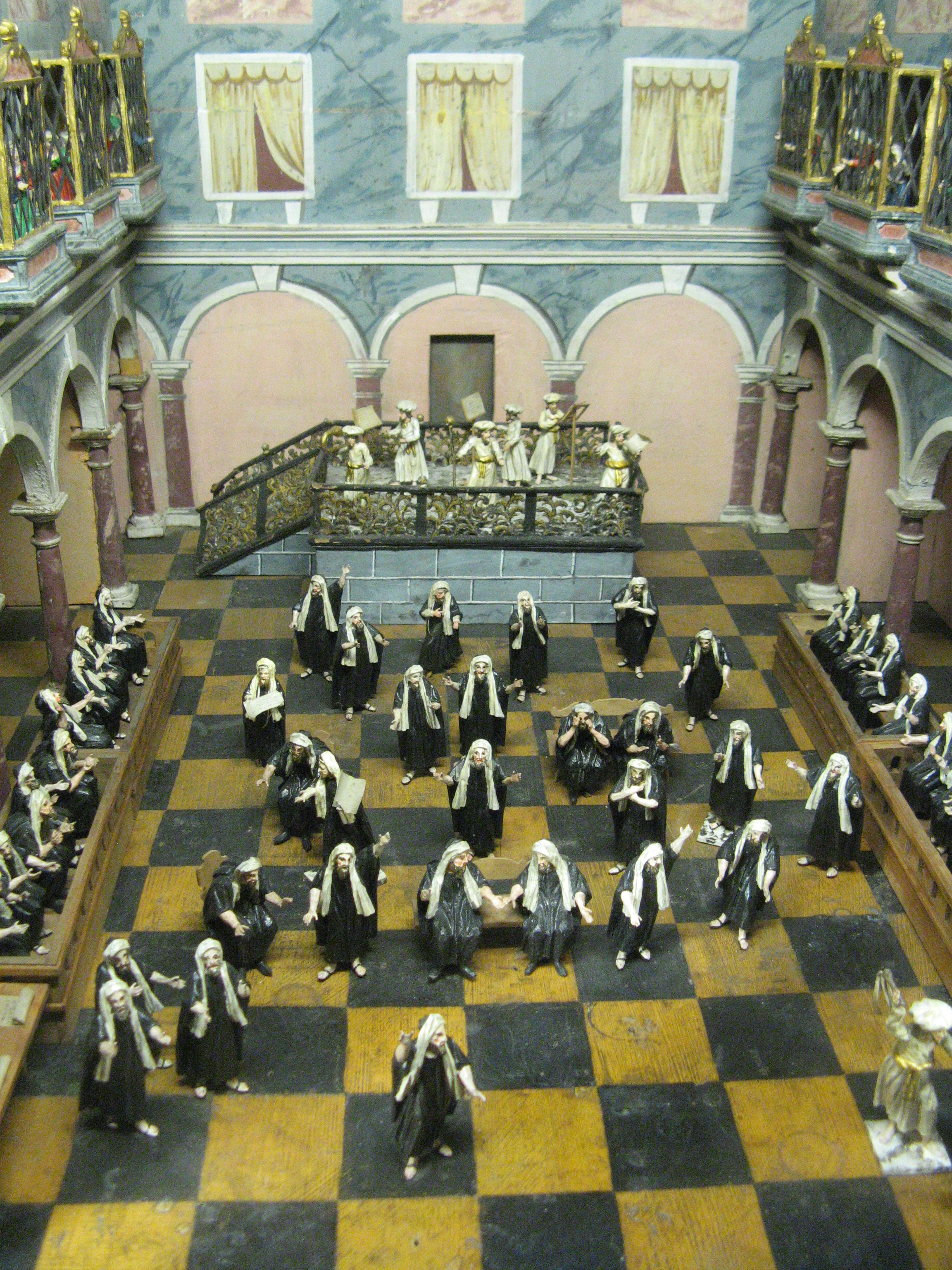
Sabbathgebet in der Synagoge, Jahreskrippe von Probst

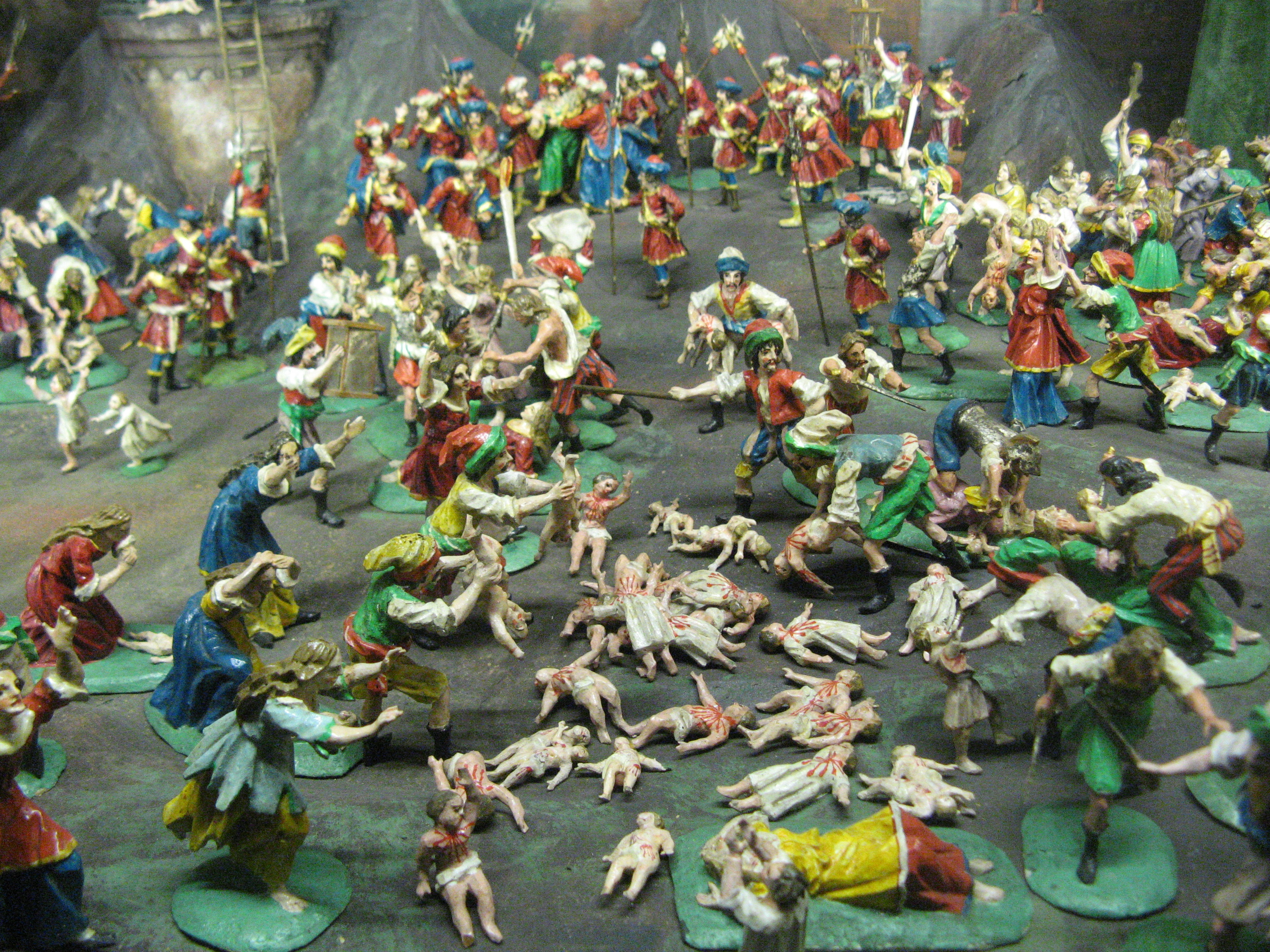
Bethlehemitischer Kindermord, Jahreskrippe von Probst

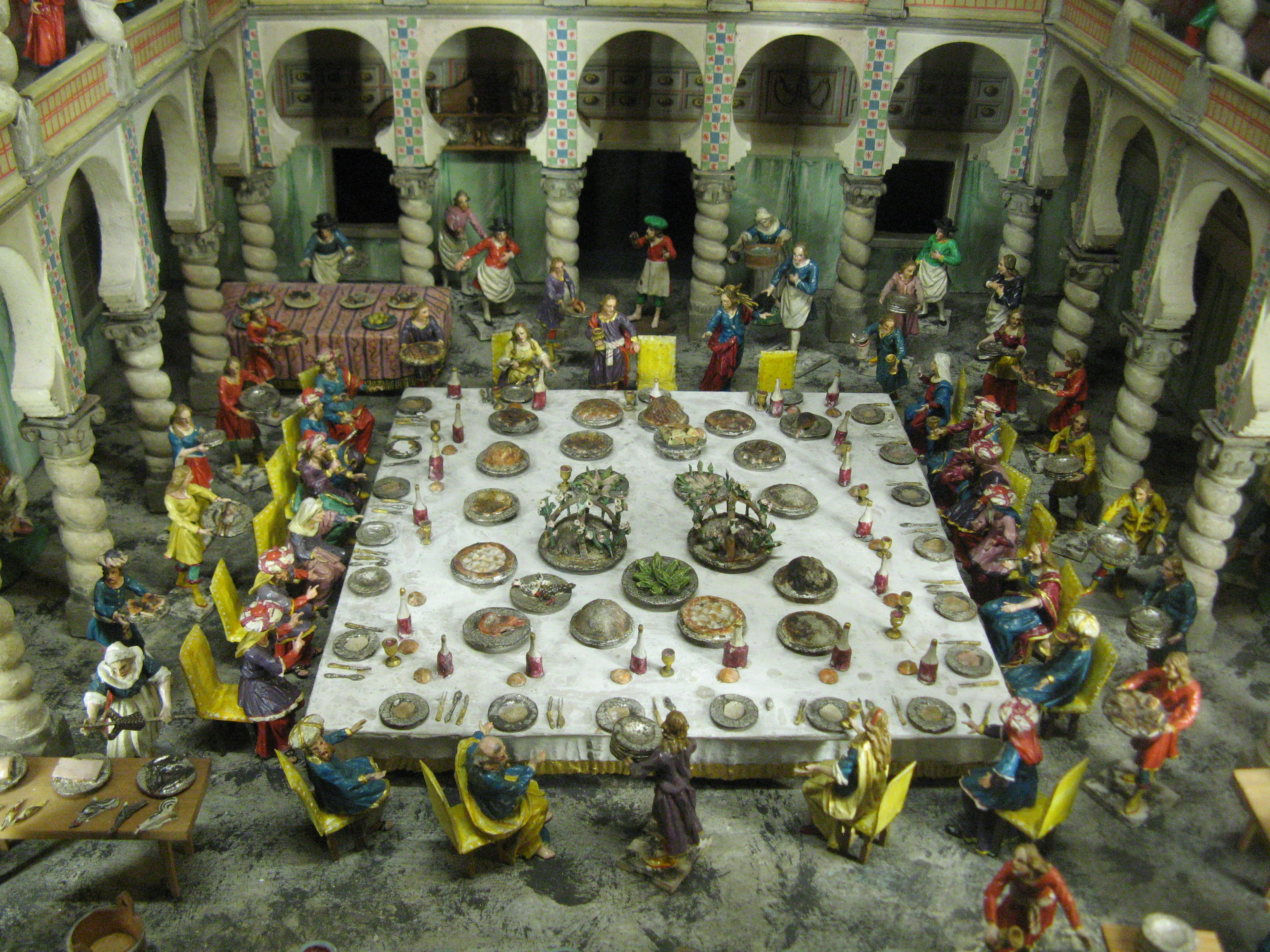
Hochzeit zu Kana, Jahreskrippe von Probst

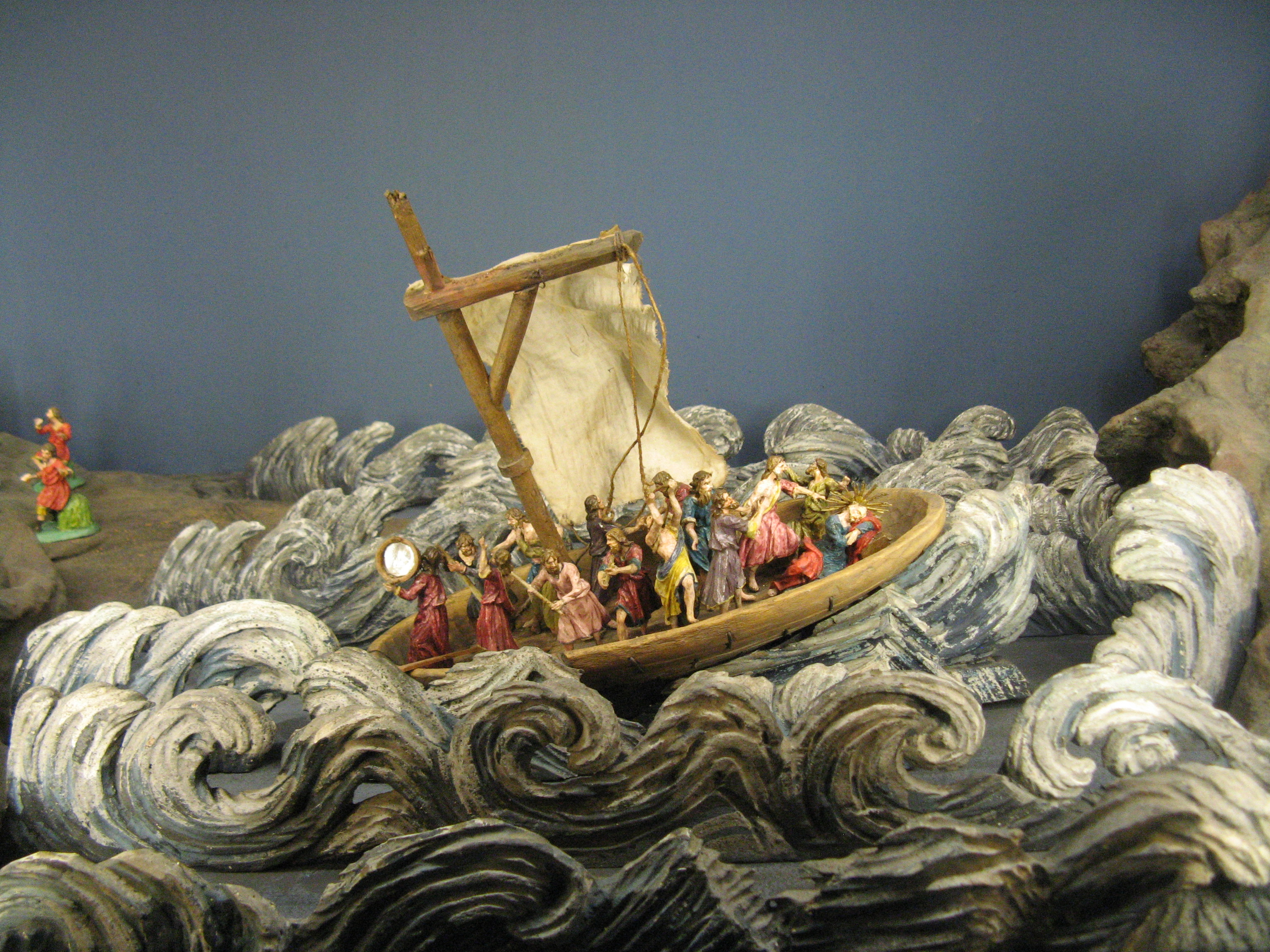
Sturm auf dem See Genezareth, Jahreskrippe von Probst

### Das Prager Jesukind
Dieses Christkindbild stammt aus dem Stamminventar der Brixner Hofkirche und war in der Weihnachtszeit am Kapellenaltar aufgestellt. Es befindet sich in einem geschnitzten und vergoldeten Glasschrein; sein Kopf und die Hände sind aus Wachs geformt. Bekleidet ist die Figur mit einem Brokatkleid mit reichen Spitzen und trägt um den Hals eine Perlenkette. In der linken Hand trägt das Kind einen Reichsapfel, der seine kommende Herrschaft symbolisieren soll. Vorbild für diese Darstellung war das Gnadenbild des Prager Jesulein.

### Barocke Bretterkrippe
Die flachen Figuren dieser Krippe wurden aus Brettern geschnitten und um 1760 von verschiedenen Künstlern bemalt, die der Barockmalerei im Oberen Pustertal nahestehen. Mit Sicherheit wurde diese Krippe in einer Kirche aufgestellt, wegen seiner aber doch geringen Dimensionen wahrscheinlich an einem Seitenaltar. Die Figuren stellen vier verschiedene Szenen dar: Die Reise nach Bethlehem wurde wohl zwischen 17. und 23. Dezember aufgestellt, die Anbetung der Hirten zwischen 24. und 31. Dezember, die Beschneidung am 1. Jänner und die Anbetung der Könige ab dem 5. Jänner.

### Barockkrippe des Apothekers Johann Georg Franck
Diese Krippe stellt in 66 Figuren die Anbetung der Hirten und die Anbetung der Könige dar. Da sie ohne Kulisse präsentiert werden, kommt ihre kunstvolle Gestaltung gut zur Geltung. Die Figuren sind gewandet und haben modellierte Wachsköpfe. Da die Krippe aus dem Besitz des Brixner Hofapothekers Dr. Johann Georg Franck stammt, in dessen Haus in den Lauben 8 von 1739 bis 1745 die Englischen Fräulein vorübergehend ihren Aufenthalt nahmen, nimmt man an, dass diese die Figuren hergestellt haben. In der Gestalt eines am Betschemel knienden Mannes sieht man Franck dargestellt. Die wertvolle Krippe gelangte 1993 als Schenkung in den Besitz des Museums.

### Neapolitanische Krippe von Giuseppe Sammartino
Diese Krippe besteht nur aus sechs Figuren und ist mit Sicherheit nur mehr Fragment einer vielfigurigen Großkrippe. Sie besteht aus der Heiligen Familie in einem ruinenhaften Stall und den Figuren eines Fassbinders und dreier Marktfrauen. Der neapolitanische Krippenschnitzer Giuseppe Sammartino (1720–1792) hat die Figuren sehr realistisch in Ton geformt; die Inkarnatteile sind gefasst und die Figuren mit Stoffen bekleidet. Die Krippe stammt aus der Sammlung Dr. Engelhardt in München.

### Sizilianische Krippe von Giuseppe Vaccaro
Die 49 Figuren umfassende Krippe aus der sizilianischen Werkstatt des Giuseppe Vaccaro (1808–1889) in Caltagirone entstand Mitte des 19. Jahrhunderts. Dargestellt ist die Anbetung der Hirten und der Könige in genrehaften Szenen. 1993 gelangte die Krippe aus dem Nachlass von Fabio Fabbiani ans Museum.

### Weihnachtskrippe von Johann Giner
Die Krippe von Johann Giner d. Ä. (1756–1833) aus Thaur besteht aus zwei Szenen: die Anbetung der Hirten zeigt im Hintergrund die Nachricht an die Hirten von der Geburt Jesu und im Vordergrund den Zug der Hirten zur Krippe in 59 Figuren und 32 Tieren; die Anbetung der Könige besteht aus 70 Figuren. Die Kulissen für die Hirtenszene malte Restaurator Josef Leiter, jene der Königsszene Orazio Gaigher.

### Weihnachtszyklus von Franz Xaver Nißl
Der Weihnachtszyklus des Bildhauers Franz Xaver Nißl aus Fügen wurde 1794 von Fürstbischof Karl Franz von Lodron in Auftrag gegeben. Sie besteht aus sechs größeren und neun kleineren Szenen vom Beginn des Neuen Testaments, darunter der Prophetengarten, die Volkszählung, die Anbetung der Hirten, die Anbetung der Könige, der Bethlehemitische Kindermord, die Höllenfahrt des Herodes und die Hochzeit zu Kana. Für Nißls Darstellung ist die gedrungene Plastizität und ausdrucksstarke Charakterisierung seiner Figuren kennzeichnend.

### Fastenkrippe von Franz Xaver Nißl
Ebenfalls 1794 schuf Nißl seine vielfigurige Fastenkrippe, die zur Zeit des Fürstbischofs Lodron in der Hofburgkirche aufgestellt war. Die einzelnen Szenen zeigen das Gebet am Ölberg, Christus vor Annas und dem kleinen Rat, Christus vor Kaiphas und dem Hohen Rat, Christus vor Pilatus, Christus vor Herodes, Ecce homo, den Kreuzweg nach Golgota und die Kreuzigung.

### Jahreskrippe der Gebrüder Probst
Der größte Krippenzyklus der Sammlung ist die Jahreskrippe der Gebrüder Probst mit mehr als 5000 Figuren und über fünfzig Szenen. Sie wurde ebenfalls von Fürstbischof Lodron in Auftrag gegeben und stand in dessen Vorzimmer, wobei wohl jeden Sonntag eine andere Szene gezeigt wurde. Sie wurde von Augustin Alois Probst (1758–1807) aus Sterzing begonnen, der ab 1792 für den Fürstbischof arbeitete. Nach dessen Tod setzte sein Halbbruder, Josef Benedikt Probst (1773–1861) das Werk fort und vollendete es. Nach dem Tod des Fürstbischofs gelangte die riesige Krippe durch Kauf an die Familie Zieglauer in Bruneck. Der Geistliche Eduard von Zieglauer (1841–1900) schenkte sie dem Brixner Fürstbischof Simon Aichner, der sie dem im Entstehen begriffenen Diözesanmuseum übergab. Somit bildete sie den Grundstock des Krippenmuseums Brixen.
Beachtenswert sind sieben Szenen, die Opfer und Feste des Judentums darstellen und in der Museumspräsentation den Darstellungen aus dem Kirchenjahr vorangestellt werden. Sie zeigen das Brandopfer im Vorhof des Tempels, das unblutige Opfer im Tempelinneren, das Sabbathgebet in der Synagoge, das Schlachten der Passahlämmer, die häusliche Vorbereitung auf das Passahfest, das erste Erntedankfest und das Laubhüttenfest.
Darauf folgen zwölf Szenen aus dem Weihnachtsfestkreis: Geburt und Erziehung Marias, vorbereitende Ereignisse der Geburt Christi, Volkszählung in Bethlehem und Herbergsuche, Geburt Christ mit Anbetung der Hirten, Darstellung im Tempel, die drei Könige bei Herodes, der Zug der Könige nach Bethlehem, die Anbetung der Könige, der bethlehemitische Kindermord, die Flucht nach Ägypten, das häusliche Leben der heiligen Familie in Nazaret, der zwölfjährige Jesus im Tempel, Predigt und Taufe Johannes des Täufers und die Hochzeit zu Kana.
Acht Szenen zeigen Ereignisse aus der Lehr- und Wundertätigkeit Christi: die Tempelreinigung, der Tanz der Salome und die Enthauptung des Johannes, die Wunder Jesu, die Verklärung am Berg Tabor, die wunderbare Brotvermehrung und Jesus als Kinderfreund, der Sturm auf dem See Genezareth, die Auferweckung des Lazarus und das Gastmahl im Haus des Pharisäers mit der Fußwaschung durch Maria Magdalena.
Die Passion Christi umfasst 12 Szenen: der Einzug Jesu in Jerusalem, Fußwaschung und Letztes Abendmahl, die Ölbergszenen, Christus vor Kaiphas, Christus vor Pilatus, Misshandlungen und Geißelung Christi, Handwaschung des Pilatus und Verurteilung Christi, der Kreuzweg, die Kreuzaufrichtung, letzte Worte Christi am Kreuz, der Tod Christi am Kreuz sowie die Kreuzabnahme und Grablegung.
Den Abschluss bilden fünf nachösterliche Szenen: Auferstehung Jesu Christi, die Erscheinung des Auferstandenen im Abendmahlssaal, das Erscheinen des Auferstandenen in Galiläa, die Himmelfahrt Christi und Pfingsten.

### Papierkrippen des Josef Romed Kramer
Josef Romed Kramer (1783–1855) aus Thaur fertigte die große Papierkrippe mit verschiedenen weihnachtlichen Szenen. Dargestellt sind die Verkündigung an die Hirten, die Anbetung der Engel und Hirten, die Beschneidung Jesu, die Anbetung der Könige und der Zug der Könige. Offenbar entstand diese Krippe für ein Kapuzinerkloster, da unter den Figuren auch zwei Kapuziner dargestellt sind. 1956 gelangte diese Krippe aus Mauls ans Museum.

### Guckkastenkrippen von Martin Engelbrecht
Von den bisher 838 verschiedenen Papierkrippen aus der Sammlung Dr. Werner Engelhardt in München, die Exponate vom 18. bis zum 20. Jahrhundert aus ganz Europa und den Vereinigten Staaten umfasst, werden in den Räumen 5 und 6 des Krippenmuseums kolorierte Guckkastenkrippen von Martin Engelbrecht (1684–1756) ausgestellt: Sintflut, Turmbau zu Babel, Daniel in der Löwengrube, Geburt Christi, Darbringung im Tempel, Anbetung der Könige, Vermählung Mariens, Bethlehemitischer Kindermord, der zwölfjährige Jesus im Tempel, Fußwaschung, Ölberg, Christus vor Kaiphas, Sündenfall, Heiliges Grab, Christus vor Pilatus, Kreuzigung und Jüngstes Gericht.

### Wachskrippe aus der Werkstatt Cetto
Die Kastenkrippe war bis 1928 in der Weihnachtszeit als Kirchenkrippe an einem Seitenaltar des Brixner Domes aufgestellt. Sie wird der Werkstatt des Johann Baptist Cetto (um 1671–1738) und dessen Sohnes Nikolaus Engelbert Cetto (1713–1746) aus Tittmoning zugeschrieben. Unter Fürstbischof Joseph von Spaur könnte sie aus Salzburg nach Brixen gekommen sein.

### Elfenbeinkrippen
Die zwei kleinen Figurenkrippen aus Elfenbein stammen aus dem Kapuzinerkloster in Klaus und wurden um 1700 wahrscheinlich von einem Meister aus Genua geschaffen. Die Architekturen zu den Figuren sind aus Schildpatt gearbeitet.

### Panoramakrippe von Ferdinand Plattner
Die Panoramakrippe ist eine Krippe im orientalischen Stil, die versucht, das Weihnachtsgeschehen historisch möglichst genau wiederzugeben. Ferdinand Plattner hat die Figuren um 1924 geschnitzt, während die Gebäude in der Krippenschnitzschule von Sarns entstanden, wo Plattner Seelsorger war. Die Kulissen malte Orazio Gaigher.

### Weihnachtskrippe von Alexander Dejaco d. Ä.
Der Bildschnitzer Alexander Dejaco d. Ä. (1877–1936) aus Wengen betrieb seit der Jahrhundertwende eine Werkstatt in Brixen. Die hier ausgestellte Weihnachtskrippe gehört zu seinen besten Arbeiten. Sie wurde 1919 für die Brixner Spitalkapelle hergestellt und war zwischen 1928 und 1939 im rechten Querschiff des Domes aufgestellt. Auf ihr sind die Herbergsuche, die Anbetung der Hirten und die Anbetung der Könige zu sehen.

### Barocke Kirchenkrippe aus Wiesen
Die Weihnachtskrippe besteht aus 55 gekleideten Figuren, wobei die Hirten Wipptaler Tracht um 1770 tragen. Sie stammt aus der Pfarrkirche zum hl. Kreuz in Wiesen. Dargestellt sind der Zug der Hirten zum Stall und der Zug der Könige. Den Hintergrund bilden Fassaden tirolischer Stadthäuser.

### Terrakotta-Krippe von Maria Delago
Maria Delago (1902–1979) schuf die Krippe aus 74 Terrakottafiguren 1938 in München. Sie wurde 1986 dem Museum von Walther Amonn geschenkt. Die Figuren wurden in Terrakotta modelliert und im Holzofen in farbiger Glasur gebrannt. Typisch für die Künstlerin sind die erdigen Farben der Figuren.

### Christkindwiege
Aus der Wiener Hofburg stammt die Christkindwiege, bei der das Jesuskind aus Wachs in einem Himmelbett liegt. Sie wurde um 1720 wahrscheinlich in Wien hergestellt.